# りんたろう
りん たろう（本名・林 重行、1941年1月22日 - ）は、日本のアニメーション監督である。東京都出身。マッドハウス所属。日本映画監督協会会員。京都精華大学マンガ学部客員教授。「りん・たろう」と中点付きでクレジットされることもある。
日本アニメ黎明期から関わる。代表作は『銀河鉄道999』『メトロポリス』など。長弟はアニメーター、アニメーション演出家の林政行（はやし まさゆき）。次弟はヴィレッジ・シンガーズのドラマー、元俳優の林ゆたか。

## 概要
東京生まれだが、戦争中は一家で長野県に疎開して、現地の小学校で5年生まで育つ。戦後、東京にもどるが、床屋をしていた父親は、床屋の仕事より映画や演劇に熱中している人だった。
もともと映画少年であり、中学卒業後に一度は毛織会社に就職するもすぐに退職。映像の仕事に関わりたくなり、コマーシャルアニメの制作会社（服部映画社）へ転職し、セル画の彩色の仕事をするようになる。その会社が倒産したため、CMアニメ大手のTCJ（現・エイケン）を経て、1958年に東映動画に入社。同年の第1回長編作品『白蛇伝』では仕上げ、1960年の『西遊記』からはアニメーターに転向して動画を務める。演出志望であったが、東映動画では年に1～2作の長編を制作するだけだった。さらに、当時の東映動画では大学卒の東映本社採用でなければ演出部に入れないと言われて、演出をあきらめる。このことに加え、東映動画が組合に対して「ブラックリスト」の社員への懐柔を団体交渉の条件としたため、「いても首を切られるだけ」と判断し、手塚治虫が創立した虫プロダクションへ移籍する。テレビアニメ『鉄腕アトム』の作画をしながら、手塚に演出をやりたいと持ちかけ、1963年に念願の演出家デビュー。『鉄腕アトム』では演出の中心となり、1965年の『ジャングル大帝』でチーフディレクターに昇格した。以後、虫プロダクションでは、『佐武と市捕物控』『わんぱく探偵団』『ムーミン』などのチーフディレクターを務めた。
1972年、虫プロダクションを退社して、フリーの演出家としてテレビアニメ『星の子チョビン』『わんぱく大昔クムクム』などを監督。1年ほどアニメの世界から離れ、1977年、『鉄腕アトム』のリメイク企画から発展した『ジェッターマルス』から古巣の東映動画で監督を任せられるようになる。続けて、『アローエンブレム グランプリの鷹』『宇宙海賊キャプテンハーロック』の監督を歴任し、特にハーロックの第1話の試写では、今田智憲東映動画社長が感動し、『銀河鉄道999』を映画化する際、りんを監督に指名した。東映動画の長編作品で社外から監督を起用するのは異例とされる。東映動画の仕事を通じて、美術監督の椋尾篁、アニメーターの小松原一男というパートナーを得る。
1979年に初の劇場長編の監督作『銀河鉄道999』が公開され、折からのアニメブーム、松本零士ブームも手伝い、映画はヒット。未だにりんたろうの代表作として挙げられている。1980年の劇場長編作品『サイボーグ009 超銀河伝説』を担当する予定だったが途中で降りた。1981年に続編『さよなら銀河鉄道999 アンドロメダ終着駅』を公開。
『銀河鉄道999』のヒットに目をつけたのが、角川映画でブームを巻き起こしていた角川書店社長角川春樹だった。角川映画のアニメ第1弾の『幻魔大戦』（1983年公開）の監督に起用される。1982年には椋尾篁、マッドハウスの丸山正雄らとプロジェクトチーム・アルゴスを結成する。オムニバスアニメーション作品「迷宮物語」を制作。以降、角川書店関係の仕事を多くこなし、制作の拠点を東映動画からマッドハウスとした。2001年には大作映画『メトロポリス』を発表。
監督として『メトリポリス』を製作したときに、虫プロ時代には元々プロのベーシストだった音響監督の田代敦巳らとモダンジャズのバンドを作っていたという話を音楽担当の本多俊之にしたところ、「じゃ、監督やりましょう」 と言われて、メトロポリスのBGMでバスクラリネットを演奏した。
東映動画からマッドハウスへの移行期である1982年頃には東京ムービー新社でフランスとの合作作品『ルパン8世』の監督も務めていたが、数本を製作したところで中断した。
2009年12月に公開された総製作費14億円を超える日仏合作の3Dアニメーション大作『よなよなペンギン』の監督を務めた。
2025年4月、『1秒24コマのぼくの人生』が第29回手塚治虫文化賞でマンガ大賞を受賞。

## 作品リスト

### テレビシリーズ
- 鉄腕アトム（1964年、各話演出、虫プロダクション）
- ジャングル大帝（1966年、チーフディレクター、虫プロダクション）
- 佐武と市捕物控（1968年、チーフディレクター、虫プロダクション）
- わんぱく探偵団（1968年、チーフディレクター、虫プロダクション）
- ムーミン[第1期]（1970年、チーフディレクター、虫プロダクション）
- ムーミン[第2期]（1972年、チーフディレクター、虫プロダクション）
- 星の子チョビン（1974年、演出（監督）、スタジオゼロ）
- わんぱく大昔クムクム（1975年、チーフディレクター、サンライズ）
- まんが日本昔ばなし（1975年-1977年、演出、グループ・タック）
- UFO戦士ダイアポロン（1976年-1977年、各話演出、エイケン）
- まんが世界昔ばなし （1976年-1977年、演出、ダックスインターナショナル）
- ジェッターマルス（1977年、チーフディレクター[12]、東映動画/マッドハウス）
- アローエンブレム グランプリの鷹（1977年、チーフディレクター、東映動画）
- 宇宙海賊キャプテンハーロック（1978年、チーフディレクター[13]、東映動画）
- がんばれ元気（1980年、チーフディレクター、東映動画）
- 吾輩は猫である（1982年、監督、東映動画）
- 手塚治虫物語 ぼくは孫悟空（1989年、共同監督・脚本、手塚プロダクション/マッドハウス）
- ドラゴンクエスト（1989年、総監督、スタジオコメット）
- SPACE PIRATE CAPTAIN HERLOCK（2002年、監督、マッドハウス）
- GUNSLINGER GIRL（2003年、OP絵コンテ、マッドハウス）
- 妄想代理人（2004年、絵コンテ、マッドハウス）
- 天上天下（2004年、OP絵コンテ、マッドハウス）
- パラダイスキス（2005年、絵コンテ、マッドハウス）
- 闘牌伝説アカギ 〜闇に舞い降りた天才〜（2005年、OPスーパーバイザー、マッドハウス）
- 夢使い（2006年、OP絵コンテ、マッドハウス）
- ブレイド（2011年、監督協力、マッドハウス）
- さくら荘のペットな彼女（2012年、ED絵コンテ、J.C.STAFF）

### 劇場作品
- 銀河鉄道999（1979年、監督、東映動画）
- さよなら銀河鉄道999 アンドロメダ終着駅（1981年、監督、東映動画）
- Dr.SLUMP “ほよよ!”宇宙大冒険 （1982年、協力、東映動画）
- 幻魔大戦（1983年、監督、角川春樹事務所/マッドハウス）
- カムイの剣（1985年、監督、角川春樹事務所/マッドハウス）
- 火の鳥 鳳凰編（1986年、監督、角川春樹事務所/マッドハウス）
- 迷宮物語（オムニバス映画） ラビリンス・ラビリントス（1987年、脚本・監督、角川書店/マッドハウス）
- 風の又三郎（1988年、脚本・監督、マッドハウス）
- アンネの日記（1995年、絵コンテ・演出、マッドハウス）
- X -エックス-（1996年、監督・共同脚本、角川書店/マッドハウス）
- アレクサンダー戦記（2000年、共同監督、角川春樹事務所/マッドハウス）
- メトロポリス（2001年、監督、角川書店/マッドハウス）
- よなよなペンギン（2009年、監督、マッドハウス）
- 山中貞雄に捧げる漫画映画『鼠小僧次郎吉』、（2023年、監督/スタジオM2）

### OVA
- X電車でいこう（1987年、脚本・監督、マッドハウス）
- 悪魔の花嫁 蘭の組曲（1988年、監督、マッドハウス）
- 江口寿史のなんとかなるでショ!（1990年、アニメーションコーディネーター、マッドハウス）
- ロードス島戦記（1990年、絵コンテ・プロローグアニメーション、マッドハウス）
- 帝都物語（1991年、シリーズ監督、マッドハウス）
- ダウンロード 南無阿弥陀仏は愛の詩（1992年、脚本・監督、マッドハウス）
- X2 ダブルエックス（1993年、監督、マッドハウス）
- 真・孔雀王（1994年、監督、マッドハウス）
- FINAL FANTASY（1994年、シリーズ監督、マッドハウス）
- MASTERキートン（1999年、絵コンテ、マッドハウス）
- 48×61（2004年、監督、マッドハウス）※劇場作品「スチームボーイ」DVD特典アニメーション

### その他
- みんなのうた：子象の行進（1976年、アニメーション共同制作）
- オサムとムサシ (1994年、監督、手塚プロダクション)
- 平成天才バカボン すすめ!バカボンズ（1995年、アニメーション監督、スタジオぴえろ）
- TVCM 明治 果汁グミ Tweet Love Story 「メグミとタイヨウ」（2011年、アニメーション監督、マッドハウス）
- TVCM Victor・ROBOT COMPO ロボットコンポ（1980年代、作画・絵コンテ・構成)

## 書籍
- 『PLUS MADHOUSE 04 りんたろう』、キネマ旬報社、2009年12月
- 『1秒24コマのぼくの人生』、河出書房新社、2024年12月2日。ISBN 978-4-309-25784-6。※自伝漫画[11]

## 出演作品
- 蟲師（映画、2007年3月、庄屋主人）